# Petre Andrei

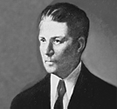
Petre Andrei

Petre Andrei (* 29. Juni 1891 in Brăila; † 1940 in Iași) war ein rumänischer Soziologe und Politiker.
Andrei studierte an den Universitäten in Iași (Rumänien) und Göttingen, wo er 1925 mit einer Arbeit über Die soziologische Auffassung der Erkenntnis promoviert wurde. Er war Professor für Soziologie, Ethik und Politik an der Universität zu Iași und 1938/39 rumänischer Unterrichtsminister.
Eine der Universitäten in Iași ist inzwischen nach Petre Andrei benannt.